# Епенщайни
Епенщайните (на немски: Eppensteiner) са немски средновекоен благороднически род, който дава първите местни национални херцози на Каринтия и два маркграфа на Марка Щирия (marchia Carantana).
Родът е наречен на замъка Епенщайн при Обдах в Щирия, който пази важния път през долината на река Гранитценбах и е споменат за пръв път през 1130 г. Епенщайните произлизат от Бавария и се заселват наблизо до Юденбург.
Маркварт III († 1000) e от 970 до ок. 1000 г. първият маркграф на Марка Щирия (или Марк ан дер Мур), която е свързана с четири горнощирийски графства. Освен това той е граф на Епенщайн, граф във Фихбахгау и в Мюрцтал. Син е на граф Маркварт II от Фихбах и се жени 970 г. за Хадамуд, дъщеря на граф Адалберо I от Еберсберг, маркграф в Крайна. Неговият син Адалберо от Епенщайн († 1039) e от 1000 г. маркграф в Марка Щирия и през 1012 г. е назначен от импертор Хайнрих II за херцог на Каринтия и получава Маркграфството Верона с Фриули/Крайна и Тренто. Женен е за Беатрис, дъщеря на Херман II, херцог на Швабия от Конрадините. Жена му е сестра на императрица Гизела Швабска, съпругата на император Конрад II. През 1035 г. Адалберо е свален и умира след четири години. Неговият син Маркварт IV († 1076) успява да запази богатите владения и фактическото управление в Каринтия. Има четири сина. Неговият син Лиутолд от Епенщайн († 1090) е получава през 1077 г. от крал Хайнрих IV († 1122) отново Херцогство Каринтия и Марка Верона. Хайнрих III помага на брат си Лиутолд във властта за сметка на Бамберг, Залцбург и Аквилея. Бащата Маркварт IV и Хайнрих III основават между 1076 и 1103 г. манастира Св. Ламбрехт в днешна Щирия.
Другите синове на Маркварт IV са:
Улрих († 1121), от 1086 г. патриарх на Аквилея и Херман († 1087), от 1085 до 1087 г. (геген)-епископ на Пасау, назначен от император Хайнрих IV на мястото на Алтман от Пасау.
Със смъртта на Хайнрих родът на Епенщайните изчезва през 1122 г., херцогската титла в Каринтия отива на Спанхаймите.
Маркграфове на Марка Щирия:
- Маркварт III, от 970
- Адалберо, син на Маркварт, 1035 свален

Херцози на Херцогство Каринтия:
- 1012 – 1035 Адалберо
- 1073 – 1076 Маркварт IV
- 1076 – 1090 Лиутолд
- 1090 – 1122 Хайнрих III от Епенщайн